# Darevskia derjugini
Darevskia derjugini là một loài thằn lằn trong họ Lacertidae. Loài này được Nikolskij mô tả khoa học đầu tiên năm 1898.